# Hrnčiarska Ves
Hrnčiarska Ves (Hongaars: Cserepes) is een Slowaakse gemeente in de regio Banská Bystrica, en maakt deel uit van het district Poltár.
Hrnčiarska Ves telt 995 inwoners.
Breznička · Cinobaňa · České Brezovo · Ďubákovo · Hradište · Hrnčiarska Ves · Hrnčiarske Zalužany · Kalinovo · Kokava nad Rimavicou · Krná · Málinec · Mládzovo · Ozdín · Poltár · Rovňany · Selce · Sušany · Šoltýska · Uhorské · Utekáč · Veľká Ves · Zlatno